# Derby Day
Derby Day er en amerikansk stumfilm fra 1923 af Robert F. McGowan.

## Medvirkende
- Joe Cobb som Joe
- Jackie Condon som Jackie
- Mickey Daniels som Mickey
- Jack Davis som Jack
- Allen Hoskins som Farina
- Mary Kornman som Mary
- Ernest Morrison som Sunshine Sammy